# 毛花槭
毛花槭（学名：Acer erianthum）是无患子科槭属的植物，为中国的特有植物。分布在中国大陆的湖北、陕西、云南、广西、四川等地，生长于海拔1,800米至2,300米的地区，一般生长在混交林中，目前尚未由人工引种栽培。

## 别名
阔翅槭（中国树木分类学）